# نجيب الرشدان
نجيب محمد سليمان الرشدان (1915-2012) سياسي وقاضي أردني. شغل منصب رئيس محكمة التمييز والعدل العليا ورئيس المجلس القضائي خلال أعوام 1986-1989 م. توفي عام 2012.

## حياته وعمله
ولد القاضي نجيب الرشدان عام 1910م.
درس الابتدائية في منطقة الحصن ثم انتقل إلى إربد وحصل على المترك (إمتحان قبول الطالب في الجامعة) من ثانوية اربد. 
درس الحقوق في جامعة دمشق حيث حصل على شهادة الحقوق عام 1935.
عمل في سلك القضاء وبدأ كاتبا في محكمة الكرك وتنقل في أغلب مناطق الأردن، الكرك ومادبا والسلط وعجلون إلى ان استقر به المقام في عمان.
تم انتدابه ليعمل وكيل وزارة الداخلية ووكيل وزارة التنمية الاجتماعية خلال الفترة 1952-1955م.عاد إلى عمله في سلك القضاء حيث ترقى من رئيس محكمة بداية إلى رئيس محكمة استئناف كما عمل رئيسا للنيابات العامة ثم أصبح عضوا في محكمة التمييز 
ثم رئيسا لمحكمة التمييز والعدل العليا ورئيس المجلس القضائي خلال اعوام 1986-1989 م
بعد التقاعد أصبح عضوا في مجلس الاعيان اعوام 1989-1993م.

## نشاطه الفكري والسياسي
كان من مؤسسي العروة الوثقى ثم المنتدى العربي خلال الاربعينات وخمسينات القرن الماضي والتي كانت تشكل ملتقي اصحاب الفكر والعمل السياسي، قام مع بعض اصحاب الفكر في الأردن وفلسطين منهم نزار جردانة وحمد الفرحان وعلي منكووصلاح عنبتاوي وإبراهيم القطان وأحمد الطوالبة ونصوح الطاهرو العديد غيرهم وبالتنسيق مع نشاط موازي كان يقوم به جورج حبش ووديع حداد مع العديد من النشطاء في العالم العربي بتاسيس حركة القوميين العرب (اقليم الأردن) وكان امينها العام خلال فترة الخمسينات وبداية الستينات.
كان مهتما بالقضايا الإنسانية كجانب من جوانب تحقيق العدالة والكرامة للإنسان اينما كان، قام بمهمة تأسيس مركز الحرية والديموقراطية وحقوق الإنسان حيث ترأس اللجنة التأسيسية التي وضعت ميثاق حقوق الإنسان في الأردن ووضعت نظام المركز الداخلي الذي سمح بتأسيس المركز ومباشرة العمل.
كما كان رئيسا لجمعية حماية القدس الشريف ايمانا منة بعدالة القضية الفلسطينية.

## وفاته
غيب الموت القاضي نجيب الرشدان في 25 فبراير 2012 بعد حياة حافلة بالعطاء للوطن وإثراء القضاء الأردني بالكثير الكثير من المعرفة والحكمة والعدل.